# 獨角仙 (單曲)
《獨角仙》，日本女性創作歌手aiko的第4張單曲和代表作之一。1999年11月17日發行。

## 簡介
前作《煙火》約3個月之後發行。
aiko以「獨角仙」比喻自己的愛情觀——看似堅強但其實很脆弱的愛情。獨角仙雖然是最強的昆蟲，不過一旦褪下甲殼，牠的內部也是柔弱的。正如aiko自己所說的「為了保護自己，不得不虛張聲勢」。單曲在初冬發行，而獨角仙是夏季的代表性昆蟲，不過aiko卻認為獨角仙是冬季的昆蟲，所以與其說這是一首夏季歌曲，更像是一首冬季歌曲。
歌曲描寫主人公對已經逝世的戀人的懷念，種種遙遠的回憶讓人沉浸在幸福和哀傷中，「一生應該都不會忘記」。是aiko的一首經典的悲傷情歌。
單曲發售當天aiko的電台冠名節目《aiko的@llnightnippon.com》開始播放。
在Oricon公信榜最高排行第8位，是aiko首張首週排行就登上前十位的單曲。總銷量超過24萬張。
是aiko知名度、流傳度最廣的代表性歌曲，至今已成為日本一首經典的悲傷系愛情歌曲。在《MUSIC STATION》的「新國民名曲TOP100」投票中高踞第15位，「大家所選的想再聽一遍 平成 昭和名曲 BEST 100×2」投票中高踞第16位。在2005年舉行的「最想紅白出場歌曲」大型投票，列在紅組第12位。

## 收錄曲目
1. 獨角仙（カブトムシ）
TBS《CDTV》1999年12月期結束歌曲
富士電視台結束歌曲
2. 桃色
NTT DoCoMo「DoCoMo502i」電視廣告歌曲
毎日放送結束歌曲
3. 戀人
4. 獨角仙（insturumental）

全 作詞、作曲：AIKO；編曲：島田昌典

## 外部連結
- 唱片介紹